# Amazon Games
Amazon Games (ehemals Amazon Game Studios) ist ein Spieleentwicklungsunternehmen und Publisher mit Sitz in Seattle, Washington, Vereinigte Staaten.

## Geschichte
Amazon gründete die Amazon Game Studios im August 2012 als Entwickler für Mobile Games und auf Social-Media-Plattformen. Am 5. Februar 2014 wurde Double Helix Games von Amazon übernommen und Teil von den Amazon Game Studios. Mitte 2019 wurde bekannt gegeben, dass die AGS an einem Free-to-play-MMO im Herr-der-Ringe-Universum arbeiten. Im September 2021 wurde das Spiel New World veröffentlicht. Im August wurde bekannt gegeben, dass Amazon Games als Publisher für den Entwickler Smilegate RPG fungiert.

## Töchter
- Amazon Game Studios Seattle[9] (Relentless Studios)
- Amazon Game Studios San Diego[10]
- Amazon Game Studios Orange County[11] (Double Helix Games)

## Spiele
- 2012: Air Patriots
- 2012: Simplz: Zoo
- 2012: Lucky’s Escape
- 2012: Living Classics
- 2014: To-Fu Fury
- 2014: Tales From Deep Space
- 2014: Sev Zero
- 2015: Lost Within
- 2015: Til Morning’s Light
- 2018: Dragon’s Lair
- 2019: The Grand Tour Game
- 2020: Crucible
- 2021: New World
- 2022: Lost Ark
- 2024: Blue Protocol